# Maxime Lamotte
Pour les articles homonymes, voir Lamotte.
Ne doit pas être confondu avec Maxime Lamothe.
 (août 2024).
La mise en forme du texte ne suit pas les recommandations de Wikipédia : il faut le « wikifier ».
Les points d'amélioration suivants sont les cas les plus fréquents. Le détail des points à revoir est peut-être précisé sur la page de discussion.
- Les titres sont pré-formatés par le logiciel. Ils ne sont ni en capitales, ni en gras.
- Le texte ne doit pas être écrit en capitales (les noms de famille non plus), ni en gras, ni en italique, ni en « petit »…
- Le gras n'est utilisé que pour surligner le titre de l'article dans l'introduction, une seule fois.
- L'italique est rarement utilisé : mots en langue étrangère, titres d'œuvres, noms de bateaux, etc.
- Les citations ne sont pas en italique mais en corps de texte normal. Elles sont entourées par des guillemets français : « et ».
- Les listes à puces sont à éviter, des paragraphes rédigés étant largement préférés. Les tableaux sont à réserver à la présentation de données structurées (résultats, etc.).
- Les appels de note de bas de page (petits chiffres en exposant, introduits par l'outil «  Source ») sont à placer entre la fin de phrase et le point final[comme ça].
- Les liens internes (vers d'autres articles de Wikipédia) sont à choisir avec parcimonie. Créez des liens vers des articles approfondissant le sujet. Les termes génériques sans rapport avec le sujet sont à éviter, ainsi que les répétitions de liens vers un même terme.
- Les liens externes sont à placer uniquement dans une section « Liens externes », à la fin de l'article. Ces liens sont à choisir avec parcimonie suivant les règles définies. Si un lien sert de source à l'article, son insertion dans le texte est à faire par les notes de bas de page.
- La présentation des références doit suivre les conventions bibliographiques. Il est recommandé d'utiliser les modèles {{Ouvrage}}, {{Chapitre}}, {{Article}}, {{Lien web}} et/ou {{Bibliographie}}. Le mode d'édition visuel peut mettre en forme automatiquement les références.
- Insérer une infobox (cadre d'informations à droite) n'est pas obligatoire pour parachever la mise en page.

Pour une aide détaillée, merci de consulter Aide:Wikification.
Si vous pensez que ces points ont été résolus, vous pouvez retirer ce bandeau et améliorer la mise en forme d'un autre article.
Maxime Lamotte, né à Paris le 26 juin 1920 et mort à Toulon le 31 août 2007, est un scientifique français, biologiste, généticien et pionnier de l'écologie. Par ses études sur la génétique des populations, il s'est également intéressé à l'évolution.

## Enfance
Maxime Lamotte voit le jour le 26 juin 1920. Ses parents, Georges Lamotte, directeur à la préfecture de la Seine et Denise Huguet habitent alors dans un pavillon avec jardin, chose rare à Paris et Maxime dira toujours que c’est là qu’est née sa vocation de naturaliste, en observant les petites bêtes qui peuplaient ce jardin, à deux pas du Jardin des plantes de Paris et de l’École normale supérieure. Il entre au lycée Henri-IV à l’âge de sept ans et y reste jusqu’en Math-Elem en 1937. Très brillant élève, il accumule les prix et est présenté au concours général. Il hésite entre l’École polytechnique comme son père, l’Institut national agronomique comme son oncle, ou l’École normale supérieure. Son choix se porte sur cette dernière car il vient de se créer une section sciences naturelles, correspondant à ses goûts. Il prépare le concours au Lycée Saint-Louis. Le scoutisme a également beaucoup influencé sa vie et comme il le dira plus tard : « l’Afrique ne me faisait pas peur, j’avais l’habitude de camper et la brousse africaine m’attirait particulièrement. »

## Carrière scientifique
- 1937 - Baccalauréats :  Mathématiques Élémentaires (mention bien) et Philosophie (mention bien) ;
- 1939-1943 - Élève de l’École normale supérieure ;
- 1941 - Licence ès-Sciences : certificats de Physique générale, Botanique, Géologie et Zoologie ;
- 1943 - Diplôme d’Études Supérieures de Zoologie ;
- 1943 - Agrégation de sciences naturelles (reçu 1er) ;
- 1944-1945 - Service militaire (engagé pour la durée de la guerre) ;
- 1945-1948 - Agrégé préparateur de Zoologie à l’ENS ;
- 1948-1952 - Assistant de Génétique à la Sorbonne ;
- 1950 - Doctorat ès-Sciences (mention Très Honorable) ;
- 1952-1955 - Professeur titulaire de Zoologie à la Faculté des Sciences de Lille ;
- 1956-1988 - Professeur de Zoologie à la Faculté des Sciences de Paris (depuis 1968 Université Pierre-et-Marie-Curie) ; Directeur du laboratoire de Zoologie de l’École normale supérieure ;
- À partir de 1988 - Professeur émérite de l’Université Pierre-et-Marie-Curie ;
- 1975-1987 - Directeur du laboratoire associé du CNRS « Structure et bioénergétique des écosystèmes continentaux » ;
- 1980-1989 - Directeur général de la revue internationale d’Écologie Acta Œcologica (trois séries : Œcologia generalis, Œcologia applicata, Œcologia plantarum) ;
- 1973-1977 - Président du Comité Directeur du Centre d’Études Phytosociologiques et écologiques du Laboratoire de Biologie Évolutive des populations de Gif-sur-Yvette (1973-1977) et du Service de la Carte de la Végétation (1978-1980) ;
- 1976-1980 - Président de la Commission d’Écologie du CNRS ;
- 1978-1983 - Président de la Société zoologique de France ;
- 1986-1987 - Président de la Société d’Écologie et membre des sociétés suivantes : 
  - Société zoologique de France,
  - Société de Biogéographie,
  - Société française de Malacologie,
  - Société Française de Herpétologie,
  - Société de Biométrie,
  - Société d’Écologie,
  - Société de Génétique,
  - Société d’Écophysiologie,
  - Société royale des sciences de Belgique,

### Décorations
- Titulaire des Palmes académiques ;
- Chevalier de la Légion d'honneur ;
- Officier de l'ordre national de Côte d'Ivoire ;
- Officier de l'ordre national du Mérite.

### Distinctions
- Docteur honoris causa de l’université libre de Bruxelles et de l’université de Liège ;
- 1952 - Lauréat du prix Gadeau-de-Kerville de la Société zoologique de France ;
- 1952 - Lauréat de l’Institut : prix Cuvier ;
- 2004 - Lauréat du Prix Gadeau-de-Kerville de la Société entomologique de France.

### Activités d'enseignement
- De 1944 à 1948 :
  - Travaux pratiques en zoologie et physiologie animale à l’ENS,
  - Cours de méthodes statistiques appliquées à la génétique (ORSTOM),
- De 1949 à 1952 :
  - Travaux pratiques de génétique à la Sorbonne,
  - Cours de méthodes statistiques appliqués à la médecine du travail,
- De 1953 à 1957 :
  - Cours de zoologie et de biologie générale à la Faculté des Sciences de Lille,
- De 1956 à 1988 :
  - Conférences et leçons d’agrégation à l’ENS,
  - Cours de méthodes statistiques et de génétique des populations au Certificat de génétique, puis au DEA de génétique quantitative et appliquée de l’université Paris VI,
  - Cours d’écologie (populations et écosystèmes) au DEA d’écologie de l’Université d’Abidjan en Côte d'Ivoire,
  - Série de cours d’écologie à l’Université de Ouagadougou au Burkina Faso,
  - Cours d’écologie au Certificat d’écologie de la faculté des Sciences d’Orsay,
  - Conférences d’écologie appliquée à l’aménagement des territoires au cours post-universitaires de l’UNESCO,
  - Cours d’écologie au Magistère d’Aménagement de l’université Paris I.

### Missions scientifiques
- 1941-1942 - Exploration géographique et faunistique du Mont Nimba, en Guinée ;
- 1946 - Recherches écologiques et bionomiques sur le peuplement animal de la Réserve naturelle intégrale du Mont Nimba ;
- De 1951 à 1953 :
  - Recherches sur le peuplement animal des milieux herbacés ouest-africains,
  - Recherches géographiques et faunistiques sur la chaîne du Simandou (Guinée),
- 1956. Recherches sur le peuplement animal des milieux herbacés ouest-africans (du Mont Nimba et du Simandou) et sur la géographie du Simandou (Guinée) ;
- 1961. Création et direction de la Station d’Écologie tropicale de Lamto en Côte d'Ivoire[3] ;
- 1962-1978 - Une vingtaine de missions à la Station d’Écologie tropicale de Lamto pour l’étude de la structure et du fonctionnement d’un écosystème herbacé tropical ;
- 1976. Mission au Venezuela et en Guyane ;
- 1974 et 1977 - Missions zoologiques et écologiques au Mexique ;
- 1978 :
  - Mission UNESCO pour la conservation de la faune et la flore au mont Nimba (Guinée),
  - Série de missions au Venezuela pour l’étude de l’écosystème Páramos,
- 1979 - Mission UNESCO au Mali et en Côte d'Ivoire pour la mise en route des programmes MAB-savane ;
- 1981-1991 - Série de missions au Venezuela pour l’étude de l’écosystème Páramos ;
- 1980-1993 - Série de missions en Guinée pour la mise en route des recherches sur les savanes et l’installation de la Réserve de la Biosphère du Nimba ;
- 1987-1991 - Série de missions à Cuba sur le polymorphisme des mollusques du genre Polymita et sur divers problèmes écologiques ;
- 1994 - Mission en Colombie pour une série de cours sur l’écologie des savanes et un voyage d’application sur le terrain.

## Son œuvre
Selon Patrick Blandin : « Maxime Lamotte fut, très jeune, un voyageur naturaliste, découvreur d’espèces à la biologie parfois étonnante dans la savane d’altitude du mont Nimba, en Guinée. Il fut un pionnier de la génétique des populations, avec une thèse sur les populations naturelles de l’escargot des bois Cepaea nemoralis. Il donna une impulsion définitive à une écologie française balbutiante. L’étude de la savane de Lamto, en Côte d’Ivoire, fut l’un des grands projets internationaux d’analyse de la structure et du fonctionnement d’écosystèmes terrestres. »

### Thèse sur la génétique des populations:Cepaea nemoralis
En 1950, Maxime Lamotte soutient sa thèse d’État sur la structure génétique des populations naturelles de Cepaea nemoralis afin de démontrer en milieu naturel l’influence de la sélection naturelle et des mutations dans une population animale. Comme l’écrit Michel Veuille  : « La thèse de Maxime Lamotte fit date dans l’histoire de la génétique évolutive du XXe siècle. Le premier, il fit le recensement systématique de fréquences alléliques dans de nombreuses populations, pour vérifier les modèles théoriques de l’évolution darwinienne dus à Sewall Wright. Son étude sera aussi la première d’une très longue série, encore très prolifique, de travaux de génétique écologique visant à comprendre l’histoire récente des espèces d’après les profils de distribution géographique de la variation. »

### Géographie et géologie[7]
La découverte du mont Nimba, l’impression de puissance que produit ce relief dominant la pénéplaine de plus de 1 000 mètres, a profondément marqué Maxime Lamotte  dès son arrivée en Guinée en 1942. En plus de ses travaux de cartographie qui serviront de référence aux recherches ultérieures, Maxime Lamotte étend sa prospection à la chaîne du Simandou dont les formations géologiques se présentent comme une série monoclinale redressée. L’étude comparative réalisée a permis de mettre en évidence la coexistence de trois types de modelé dans les chaînes quartzitiques du Nimba et du Simandou : 
- un modelé pseudo-tempéré en altitude, caractérisé par des formes agressives et par l’érosion mécanique,
- un modelé de type tropical sec caractérisé par des paysages tabulaires cuirassés d’où surgissent les montagnes, soumis à une érosion brutale par dislocation et éboulements,
- un modelé de type tropical humide, domaine de l’altération chimique, caractérisé par l’ennoyage des formes sous leurs propres produits.

Ses  recherches géographiques concernent également les phénomènes de cuirassement, présentant les résultats de 20 années de prospections en Afrique Occidentale, et les cycles d’érosion. Dès 1949, en collaboration avec J-Ch. Leclerc et J. Richard-Molard, il identifie en effet 4 cycles d’érosion auxquels correspondent 4 niveaux de 500 mètres à 1 600 mètres.
Une généralisation à l’Afrique Occidentale des recherches effectuées avec G. Rougerie au mont Nimba et au Simandou lui permettra par la suite de proposer une datation de ces niveaux d’aplanissement. 
- Le niveau 1600 correspondrait à la surface de Gondwana datée du  Jurassique,
- le niveau 1300 correspondrait à la surface post-Gondwana datée du Crétacé,
- le niveau 800 serait la Grande Surface Africaine datée de l’Eocène inférieur,
- le niveau 500, correspondant à la surface de piedmont dans le massif du mont Nimba, daterait du Pliocène.

La signature de Maxime Lamotte apparaît enfin dans  un important ouvrage collectif consacré à la chaîne du mont Nimba, aux côtés des trois géographes qui par leurs recherches conceptuelles vont renouveler l’image de l’Afrique, et se présente comme la meilleure illustration de l’ouverture de sa pensée scientifique.

### Récolte de la faune du Nimba. Mission 1941-1942
Une des principales espèces nouvelles découvertes par Maxime Lamotte est le crapaud vivipare Nectophrynoides occidentalis unique au monde. Celle-ci a été à l’origine d’une quinzaine de thèses. 
Les travaux engagés en Guinée vont conduire Maxime Lamotte à développer des recherches en écologie bien davantage qu’en biologie évolutive. Ses publications issues des missions portent de fait sur le cycle saisonnier d’une savane à hautes herbes (1947a), sur la comparaison bionomique de quelques milieux herbacés (1947b), sur le cycle écologique de la savane d’altitude du Mont Nimba (1958), sur les traits principaux de son peuplement animal (1962) et sur sa description quantitative (Lamotte et al., 1962).

### Création de la station de Lamto, Côte d’Ivoire: 1962
Maxime Lamotte et Jean-Luc Tournier ont créé la station de Lamto, station de recherche en écologie, afin d’approfondir les études engagées au Nimba sur les biocénoses et le fonctionnement des écosystèmes de la savane.

### Bionomie quantitative
En 1946, Maxime Lamotte présente dans un article sa démarche méthodologique utilisant des indications numériques pour décrire les types de végétation, méthode inspirée aussi des méthodes de quantification des faunes aquatiques. Il en explique l’intérêt, dont il montre qu’il est triple : 
- Les méthodes quantitatives permettent tout d’abord de faire des inventaires faunistiques exacts, aboutissant à des descriptions précises et ordonnées.
- Elles permettent ensuite de faire des comparaisons fines entre milieux peu différents, ou d’une saison à l’autre dans un même milieu, ce qui en fait « un instrument de choix pour les recherches écologiques », notamment  pour la caractérisation des exigences biologiques des espèces.
- Enfin, aux yeux de Maxime Lamotte, cette démarche comparative s’annonce particulièrement féconde pour l’étude des modifications temporelles des peuplements animaux, en particulier celles qui sont liées aux interventions humaines, qui déstabilisent les « ensembles faunistiques primaires ».

### Écologie et évolution
Par sa thèse, soutenue en 1951, Maxime Lamotte s’était positionné comme l’un des pionniers français des recherches modernes sur les mécanismes de l’évolution. Par ses travaux, il aboutira à une synthèse entre écologie et évolution.

## Un géographe dans l'habit d'un naturaliste
"Si la plus grande partie de l’œuvre de Maxime Lamotte relève de la zoologie, de la biologie ou de l’écologie, on ne saurait oublier les recherches en géologie et en morphologie, qu’il a effectuées au cours de ses premiers séjours en Afrique. L’ensemble de ces travaux, fruit d’une collaboration avec d’autres chercheurs, essentiellement des géographes, est connu par 10 publications et 7 communications ayant donné lieu à un compte rendu dans une revue scientifique. La découverte du mont Nimba, l’impression de puissance que produit ce relief dominant la pénéplaine de plus de 1 000 mètres, a profondément marqué le jeune chercheur dès son arrivée en Guinée en 1942.
Type même de ces anomalies orographiques que forment les plus hauts sommets de la Dorsale guinéenne, entre le Fouta-Djalon et les montagnes de Man (Côte d'Ivoire), le mont Nimba coïncide strictement avec l’extension d’une série sédimentaire plus ou moins métamorphisée, redressée presque à la verticale et qui affleure en milieu de régions cristallines.[1]
Au cours des missions suivantes Maxime Lamotte étendra sa prospection à la chaîne du Simandou dont les formations géologiques se présentent comme une série monoclinale redressée[2]. Les reliefs du mont Nimba et ceux du Simandou correspondant à des affleurements de bancs sub-verticaux de quartzites à magnétites sont à mettre en relation avec la nature pétrographique des roches[3]. Par ailleurs, l’étude comparative a permis de mettre en évidence la coexistence de trois types de modelé dans les chaînes quartzitiques du mont Nimba et du Simandou :
un modelé pseudo-tempéré en altitude, caractérisé par des formes agressives et par l’érosion mécanique, 
un modelé de type tropical sec caractérisé par des paysages tabulaires cuirassés d’où surgissent les montagnes, soumis à une érosion brutale par dislocation et éboulements, 
un modelé de type tropical humide, domaine de l’altération chimique, caractérisé par l’ennoyage des formes sous leurs propres produits[4]. 
Le dernier volet des recherches géographiques concerne les phénomènes de cuirassement et les cycles d’érosion.
Dès 1949, Maxime Lamotte, J-Ch. Leclerc et J. Richard-Molard identifient[5] 4 cycles d’érosion auxquels correspondent 4 niveaux à
1 600 mètres, 
1 300 mètres, 
800 mètres, 
500 mètres. 
L’existence de ces niveaux d’érosion successifs échelonnés aux différentes altitudes de la chaîne confirme la nature appalachienne du relief du mont Nimba.[1]
Plus tard, les deux auteurs tenteront une généralisation à l’Afrique Occidentale de leurs recherches effectuées au mont Nimba et au Simandou et ils proposeront une datation de ces niveaux d’aplanissement[6] :
le niveau 1600 correspondrait à la surface de Gondwana datée du Jurassique, 
le niveau 1300 correspondrait à la surface post-Gondwana datée du Crétacé, 
le niveau 800 serait la Grande Surface Africaine datée de l’Eocène inférieur et enfin 
le niveau 500, correspondant à la surface de piedmont dans le massif du mont Nimba, daterait du Pliocène. 
Ces surfaces sont des niveaux d’érosion, fréquemment fossilisés sous des produits de regradation, produits colluviaux ou d’altération. L’observation montre, en effet, que les galets de quartzites ferrugineux, entraînés par les cours d’eau et accumulés sur les surfaces sub-horizontales de piedmont, se cimentent en surface avec rapidité, grâce à l’apport d’une grande quantité d’oxydes de fer et à l’alternance des saisons sèche et pluvieuse. "La surface se trouve ainsi recouverte d’un véritable pudding à gros éléments de quartzite et à ciment ferrugineux, formant une cuirasse pratiquement inaltérable et très dure. Elle est de la sorte fossilisée et soustraite à l’érosion.[5]
Quant au phénomène de cuirassement qui apparaît d’une façon récurrente tout au long des recherches africaines de l’auteur, il fera l’objet d’une publication synthétique[7] signée Maxime Lamotte et Gabriel Rougerie en 1963. Après avoir rappelé que le terme cuirasse a été créé en 1807 par F. Buchanan qui travaillait en Inde, après avoir fait l’historique du concept de cuirassement, les auteurs présentent les résultats de 20 années de prospections en Afrique Occidentale.
Nos observations n’ont fait que confirmer notre opinion : les apports allochtones tiennent une place prépondérante dans l’élaboration des cuirasses.[7]
Il apparaît enfin, et cette conclusion vient particulièrement à propos dans la controverse qui agite les chercheurs notamment africanistes,
..que l’ensemble du processus est, en soi, davantage azonal que zonal. L’empreinte zonale consiste en une plus grande mobilisation et une plus grande accumulation du fer, liées, l’une à une individualisation plus accentuée sous ces latitudes, l’autre à une fixation plus énergique sous l’effet de contrastes saisonniers très marqués.[7]
Il conviendrait également de faire mention des travaux de cartographie auxquels Maxime Lamotte s’est livré dès sa première mission au mont Nimba. Ces premières cartes serviront de référence pour les recherches ultérieures. Il ne faudrait pas oublier non plus les nombreux croquis et notes rassemblés sur des carnets et qui attendent toujours d’être utilisés. Enfin, la signature de Maxime Lamotte dans un important ouvrage collectif consacré à la chaîne du mont Nimba, aux côtés des trois géographes qui, par leurs recherches conceptuelles vont renouveler l’image de l’Afrique, apparaît comme la meilleure illustration de l’ouverture de sa pensée scientifique[8]."
Article rédigé par Yves Monnier, professeur au Muséum national d'histoire naturelle, ancien directeur du laboratoire d'ethnobiologie-biogéographie et directeur du jardin botanique exotique Val-Rahmeh de Menton.